# Kenilworth Castle
Kenilworth Castle är ett slott i Storbritannien.   Det ligger i grevskapet Warwickshire och riksdelen England, i den södra delen av landet, 140 km nordväst om huvudstaden London. Kenilworth Castle ligger 85 meter över havet.
Terrängen runt Kenilworth Castle är platt. Runt Kenilworth Castle är det tätbefolkat, med 331 invånare per kvadratkilometer. Närmaste större samhälle är Coventry, 8,6 km nordost om Kenilworth Castle. Trakten runt Kenilworth Castle består till största delen av jordbruksmark.